# ヘルムート・リップフェルト
ヘルムート・リップフェルト(独:Helmut Lipfert、1916年8月6日 - 1990年8月10日)は、ドイツの軍人。最終階級は空軍大尉。
第二次世界大戦では多数のエース・パイロットを輩出した第52戦闘航空団(JG52)に所属しており、彼自身も総出撃回数687回、撃墜数203機を誇るエース・パイロットである。彼の戦果のすべては独ソ戦でなされたもので、P-51戦闘機1機、Yak-1戦闘機41機、Yak-9戦闘機41機、Il-2攻撃機39機、その他爆撃機2機などを撃墜している。戦闘の中で彼も15回撃墜されているが、負傷はしなかった。諸々の戦果により、柏葉付騎士鉄十字章を受章した。

## 経歴
リップフェルトは1916年8月6日、ザクセン＝マイニンゲン公国グレフェンタールに生まれた。当初、彼はドイツ国防軍陸軍に入隊したが、1941年に所属を空軍へと変更している。空軍へと入隊した彼は、最初にパイロットとしての訓練を受けた。1942年12月16日、彼はJG52第6中隊に配属され、独ソ戦に参戦した。1943年1月30日にLa-5戦闘機を撃墜し最初の戦果を上げた彼は、その後も撃墜数を伸ばし、1943年9月に第6中隊の指揮官に就任した。10月8日には5機のソ連軍機を撃墜、12月5日には4機以上撃墜し、総撃墜数が72機に達した。最終的に、1943年内での総撃墜数は80機にも上った。
1944年4月5日、総撃墜数90機の戦功からリップフェルトは騎士鉄十字章を受章した。しかし5月にはドイツは劣勢になり、彼の所属するJG52第6中隊もソ連の絶え間ない空襲にさらされ多くの航空機を失った。それでも彼は戦果を上げ続け、1944年6月11日には総撃墜数127機目にして彼自身初めてアメリカの四発重爆撃機B-17を撃墜した。さらに2週間後の6月24日、モルダヴィア付近でB-24爆撃機を落としている。10月24日、ハンガリー王国上空で撃墜したYak-7戦闘機が彼の150機目の撃墜機となった。1945年2月15日、大尉となった彼はハンガリーに基地を置く第53戦闘航空団(JG53)第I飛行隊飛行隊長に就任した。4月16日、Yak-9を撃墜したが、これが彼の最後の撃墜機体となった。翌日、203機撃墜の戦果により柏葉付騎士鉄十字章を受章した。JG53第I飛行隊が解体された後、終戦まではJG52第7中隊へと配属され、未確認ながらも27機を撃墜したといわれる。
終戦後は教師として働き、1990年8月10日に死去した。

## 叙勲
- 鉄十字章
  - 二級鉄十字勲章1939年章 (1943年3月12日)[3]
  - 一級鉄十字勲章1939年章 (1943年4月29日)[3]
- 空軍前線飛行章
  - 空軍前線飛行章金章 (1943年4月26日)[3]
- 空軍名誉杯 (1943年11月14日)[4]
- ドイツ十字章
  - ドイツ十字章金章 (1944年1月28日)[5]
- 騎士鉄十字章
  - 騎士鉄十字章 (1944年4月5日)[6][注釈 1]
  - 柏葉付騎士鉄十字章 (1945年4月17日)[8][注釈 2]

## 著書
- ヘルムート・リッペルト著 坂間実 訳『203の勝利』フジ出版社 1983.7